# Măeriște, Sălaj
Măeriște este satul de reședință al comunei cu același nume din județul Sălaj, Transilvania, România.
PERSONALITATI:
1.ACIU ALEXANDRU (n.1875 Maeriste-d.1954 Cluj Napoca), a absolvit Facultatea de Drept de la Cluj Napoca; in 1918 a preluat conducerea Bancii Silvania din Simleul Silvaniei; a fost mobilizat pe frontul Primului Razboi Mondial; a condus Delegatia Salajului la Marea Unire de la Alba Iulia, unde a fost ales membru in Marele Sfat National; in 1919, in Martie, a fost arestat de autoritatile militare maghiare si dus la Nyiregyhaza, de unde a evadat; la 7 mai 1919 a fost numit Prim-pretor al Plasei Simleul Silvaniei;A FOST ALES DEPUTAT IN PRIMUL PARLAMENT AL ROMANIEI, IAR APOI SENATOR; a fost presedintele organizatiei PNT; intre anii 1928-1931 a fost Prefectul Judetului Salaj; intre 1925-1937 a condus Gazeta de Duminica si Banca Silvania ; in 1940 a fost expulzat si a plecat la Ineu in Judetul Arad
2.ELENA DR.ACIU (NASCUTA fABIAN); sa nascut in Barsana Judetul Maramures; a urmat scoala Secundara la Sighetul Marmatiei apoi la Cluj Napoca; a absolvit Institutul Superior de Pedagogie intre 1894-1897 la Budapesta;intre 1897-1920 preda la Scoala Civila Romana din Beius, devenit Liceu de Fete; in 1920 vine la Simleul Silvaniei, la Scoala Medie de Fete, apoi la Scoala Normala de Conducatoare, unde sta pana la pensie.A fost presedinta R.F.R.S., directoare de scoala, organizatoare a unor actiuni si serbari culturale.Lucrarile sale de teatru se inspira din frumusetea folclorului romanesc a legendelor si a povestirilor.Lucrari ca Ileana Cosanzeana, romana, Inimi nobile, Bunica, Rosamunda si altele.Obtine un Premiu la Paris, la Congresul International Despre Rolul Femeilor In Educatie, cu o Monografie Dedicata Fruntasei Salajene Clara Maniu(nascuta Coroianu)
(paul c.giurtelec)